# Kilogramme-force
Pour les articles homonymes, voir KGF et KGP.
Le kilogramme-force (symbole : kgf), aussi appelé kilogramme-poids (symbole : kgp ou kp dans les pays anglo-saxons) est une ancienne unité de force, n'appartenant pas au Système international, qui relie les notions de masse et de poids. 
Un kilogramme-force représente la force due à la gravité subie par une masse de 1 kilogramme dans un champ gravitationnel de 9,806 65 m/s2. Pour passer une valeur exprimée en kilogrammes-force vers des newtons (l'unité de force du Système international), il faut multiplier la valeur considérée par l'accélération de la pesanteur, qui vaut, à la surface de la Terre, 9,806 65 m/s2, soit 9,806 65 N (N = kg m s−2).
1 kgf = 9,806 65 N
1 N = 0,101 972 kgf
Bien qu'essentiellement supplanté par le newton, le kilogramme-force est parfois encore rencontré dans certains domaines : quincaillerie (charges maximales d'utilisation), tension de rayons de roues de vélo… Il a parfois été remplacé plus usuellement par le décanewton (daN : 1 daN = 10 N), dont la valeur est proche de celle du kilogramme-force.